# Bernd Kölmel
Bernd Kölmel (ur. 8 grudnia 1958 w Rastatt) – niemiecki polityk i urzędnik sądowy, deputowany do Parlamentu Europejskiego VIII kadencji.

## Życiorys
Po ukończeniu szkoły średniej odbył szkolenie policyjne i przez kilka lat pracował w policji. Po uzupełnieniu wykształcenia został zatrudniony jako urzędnik sądowy, pracował m.in. w Federalnym Trybunale Konstytucyjnym. W latach 1982–2012 był członkiem Unii Chrześcijańsko-Demokratycznej. Od 2004 do 2009 zasiadał w radzie miasta i gminy Ötigheim. W 2013 zaangażował się w działalność Alternatywy dla Niemiec. Bez powodzenia z jej ramienia w tym samym roku kandydował do Bundestagu.
W 2014 z ramienia AfD uzyskał mandat eurodeputowanego VIII kadencji. W 2015 opuścił to ugrupowanie, współtworząc Sojusz dla Postępu i Przebudzenia (od 2016 pod nazwą Liberalno-Konserwatywni Reformatorzy). 17 września 2017 został przewodniczącym tej partii, jednak 25 września 2018 zrezygnował z członkostwa w tym ugrupowaniu.